# 唐古拉婆婆纳
唐古拉婆婆纳（学名：Veronica vandellioides）为車前草科婆婆纳属下的一个种。

## 扩展阅读
- 維基物種上的相關：唐古拉婆婆纳